# Teodora Popescu
Teodora Aura Popescu (n. 7 noiembrie 1998, în Craiova) este o handbalistă română care joacă pentru SCM Craiova pe postul de pivot. Popescu a fost componentă a echipei naționale pentru junioare a României și a echipei naționale pentru tineret a României.

## Biografie
Teodora Popescu a început să joace handbal la vârsta de 11 ani, sub îndrumarea profesorului Gabriel Bircină, la echipa HCM Craiova. După doi ani a fost cooptată la Centrul Național de Excelență din Râmnicu Vâlcea, grupa ei fiind transferată în 2015 la Brașov. A jucat doi ani împrumutată la echipa de junioare a CSM Ploiești, de unde a fost convocată, în 2015, la echipa U17 a României pentru a participa la ediția din acel an a FOTE și la Campionatul European din Macedonia. Între 2015 și 2017 a jucat pentru echipa a doua a CSM București, cu care a câștigat, în 2016 și 2017, titlul național la categoria junioare I.
În anul 2017, Popescu s-a transferat la prima sa echipă de senioare, SCM Craiova, alături de care a cucerit Cupa EHF iar în perioada 2018-2022 a evoluat pentru HC Zalău. După un sezon la CSM Slatina, ea s-a transferat la CSM Târgu Jiu. În perioada ianuarie-iunie 2024 a evoluat pentru CSM Deva iar în vara lui 2024 Popescu s-a întors la SCM Craiova.

## Palmares
- Liga Europeană:
  - Grupe: 2024

- Cupa EHF:
  -  Câștigătoare: 2018
  - Turul 2: 2019

- Liga Națională:
  -  Locul 2: 2018

- Cupa României:
  -  Medalie de bronz: 2019

- Campionatul național de junioare I::
  - Medalie de aur: 2016, 2017

- Campionatul European U17
  - Locul IV: 2015

## Distincții personale
- Cel mai bun pivot al campionatului național de junioare I: 2016[10], 2017[11]